# Skeleton nos Jogos Olímpicos de Inverno da Juventude de 2016
As competições de skeleton nos Jogos Olímpicos de Inverno da Juventude de 2016 foram disputadas no Lillehammer Olympic Sliding Centre, em Lillehammer, na Noruega, no dia 19 de fevereiro. Dois eventos foram realizados, um masculino e outro feminino.

## Calendário
| Fevereiro | 12 | 13 | 14 | 15 | 16 | 17 | 18 | 19 | 20 | 21 |
| --------- | -- | -- | -- | -- | -- | -- | -- | -- | -- | -- |
| Skeleton  |    |    |    |    |    |    |    | 2  |    |    |

|  | Dia de final |

## Qualificação
Cada país pode enviar um máximo de 8 atletas (4 masculinos e 4 femininos). O ranking júnior da Federação Internacional de Bobsleigh e de Tobogganing (IBSF) foi usado para distribuir as vagas aos países. O número de vagas nas competições, para cada gênero, foi limitada a 20 atletas cada, incluindo a Noruega, país-sede. Os atletas também tiveram de conquistar resultados para conseguir as vagas para seus países. Atletas de países sem representação continental também puderam enviar atletas, sendo limitado a eles o máximo de 1 atleta em cada gênero e que o número de vagas já distribuídas ainda não tivesse chegado ao máximo de 20 atletas. Os atletas também precisaram se encaixar nas regras para serem considerados elegíveis às vagas.

### Distribuição das vagas
A presente distribuição respeita o ranking atualizado da IBSF.
| Evento          | Total | Masculino | Feminino |
| --------------- | ----- | --- | --- |
| País-sede       | 1     | NOR Noruega | NOR Noruega |
| Ranking Mundial | 19    | GER Alemanha AUT Áustria AUT Áustria BRA Brasil CAN Canadá KOR Coreia do Sul KOR Coreia do Sul USA Estados Unidos USA Estados Unidos JPN Japão LAT Letônia NED Países Baixos ROU Romênia ROU Romênia RUS Rússia SWE Suécia SUI Suíça TPE Taipé Chinês UKR Ucrânia | GER Alemanha AUT Áustria BRA Brasil BRA Brasil CAN Canadá KOR Coreia do Sul USA Estados Unidos USA Estados Unidos FRA França GBR Grã-Bretanha JPN Japão LAT Letônia LAT Letônia NED Países Baixos ROU Romênia ROU Romênia RUS Rússia RUS Rússia SWE Suécia |
| TOTAL           |       | 20 | 20 |

### Sumário
| CON                | Masculino | Feminino | Total |
| ------------------ | --------- | -------- | ----- |
| GER Alemanha       | 1         | 1        | 2     |
| AUT Áustria        | 2         | 1        | 3     |
| BRA Brasil         | 1         | 2        | 3     |
| CAN Canadá         | 1         | 1        | 2     |
| KOR Coreia do Sul  | 2         | 1        | 3     |
| USA Estados Unidos | 2         | 2        | 4     |
| FRA França         |           | 1        | 1     |
| GBR Grã-Bretanha   |           | 1        | 1     |
| JPN Japão          | 1         | 1        | 2     |
| LAT Letônia        | 1         | 2        | 3     |
| NOR Noruega        | 1         | 1        | 2     |
| NED Países Baixos  | 1         | 1        | 2     |
| ROU Romênia        | 2         | 2        | 4     |
| RUS Rússia         | 1         | 2        | 3     |
| SWE Suécia         | 1         | 1        | 2     |
| SUI Suíça          | 1         |          | 1     |
| TPE Taipé Chinês   | 1         |          | 1     |
| UKR Ucrânia        | 1         |          | 1     |
| Total de atletas   | 20        | 20       | 40    |
| Total de CONs      | 16        | 15       | 18    |

## Medalhistas
| Evento                        | Ouro                                   | Prata                           | Bronze                       |
| ----------------------------- | -------------------------------------- | ------------------------------- | ---------------------------- |
| Individual masculino detalhes | Evgenii Rukosuev RUS Rússia            | Alexander Hestengen NOR Noruega | Robin Schneider GER Alemanha |
| Individual feminino detalhes  | Ashleigh Fay Pittaway GBR Grã-Bretanha | Hannah Neise GER Alemanha       | Agathe Bessard FRA França    |

## Quadro de medalhas
| Ordem | País             | Medalha de ouro | Medalha de prata | Medalha de bronze |    |
| ----- | ---------------- | --------------- | ---------------- | ----------------- | -- |
| 1     | GBR Grã-Bretanha | 1               |                  |                   | 1  |
|       | RUS Rússia       | 1               |                  |                   | 1  |
| 3     | GER Alemanha     |                 | 1                | 1                 | 2  |
| 4     | NOR Noruega      |                 | 1                |                   | 1  |
| 5     | FRA França       |                 |                  | 1                 | 1  |
| TOTAL | TOTAL            | 5               | 5                | 5                 | 15 |